# خالدآباد (ارومیه)
خالدآباد، روستایی از توابع بخش نازلو و در شهرستان ارومیه استان آذربایجان غربی در ایران است.

## جمعیت
این روستا در دهستان نازلوی شمالی قرار داشته و بر اساس سرشماری سال ۱۳۸۵ جمعیت آن ۲۹۶ نفر (۹۷ خانوار)
بوده است.